# Гініятулліна Альфіза Муллахматівна
Альфіза Муллахматівна Гініятулліна (нар. 17 жовтня 1936, с. Ямади, Янаульський район, Башкирська АРСР) — оператор з видобутку нафти і газу, Герой Соціалістичної Праці (1982), заслужений нафтовик Башкирської АРСР (1986).

## Біографія
Альфіза Муллахматівна Гініятулліна народилася 17 жовтня 1936 року в селі Ямади Янаульского району Башкирської АРСР. Освіта — середня.
Трудову діяльність розпочала в серпні 1954 року лаборанткою Ямадинской середньої школи. З вересня 1955 року працювала друкаркою транспортера шахти № 24-38 тресту «Коспашуголь» Пермської області, з червня 1957 року — стерженщицею Уральського вагонного заводу в Нижньому Тагілі Свердловської області.
З липня 1964 року — оператор з видобутку нафти і газу нафтопромислу № 3 нафтогазовидобувного управління «Краснохолмскнефть» виробничого об'єднання «Башнефть». Альфіза Муллахматівна обслуговувала близько 10 свердловин, поступово число їх зростало, перед виходом на пенсію становило понад 30.
За роки десятої п'ятирічки (1976—1980) бригада, в якій працювала Альфіза Муллахматівна Гініятулліна, видобула понад план 14 150 тонн нафти при зобов'язанні 14 000 тонн. Успішно працював колектив і в 1981 році, здобувши понад план 3500 тонн нафти. За перший квартал 1982 року при зобов'язанні 800 тонн бригада видобула понад план 900 тонн нафти.
Альфіза Муллахматівна Гініятулліна однією з перших почала застосовувати прогресивні технології у процесі нафтовидобутку, зокрема обробку свердловин різними хімічними реагентами для боротьби з відкладеннями парафіну і мінеральних солей на нафтопромисловому обладнанні. Плідно займалась впровадженням нової техніки і технології. У роки десятої п'ятирічки і перший рік одинадцятої п'ятирічки (1981-1985) подала і впровадила 7 раціоналізаторських пропозицій.
За видатні виробничі досягнення, дострокове виконання планів і соціалістичних зобов'язань десятої п'ятирічки, виявлену при цьому трудову доблесть Указом Президії Верховної Ради СРСР від 2 липня 1982 року Альфізі Муллахматівні Гініятулліній присвоєно звання Героя Соціалістичної Праці.
У 1987 році Альфіза Муллахматівна вийшла на пенсію. Живе в селі Ямади Янаульського району Башкортостану.
На честь Гініятулліної її ім'ям на батьківщині названа вулиця.

## Нагороди та звання
- Герой Соціалістичної Праці (1982)
- Орден Леніна (1982)
- Орден Жовтневої Революції (1977)
- Орден «Знак Пошани» (1971)
- медалі
- Заслужений нафтовик Башкирської АРСР (1986)